# Udon Thani
Udon Thani (en tailandés: อุดรธานี) es una ciudad de Tailandia. Se encuentra en el norte del territorio del Isaan en la provincia de Udon Thani y es la capital de ésta. La población local llaman a su ciudad simplemente como "Udon".
El área municipal de Udon Thani tiene una población de 142.670 habitantes según el censo del 2008.

## Historia

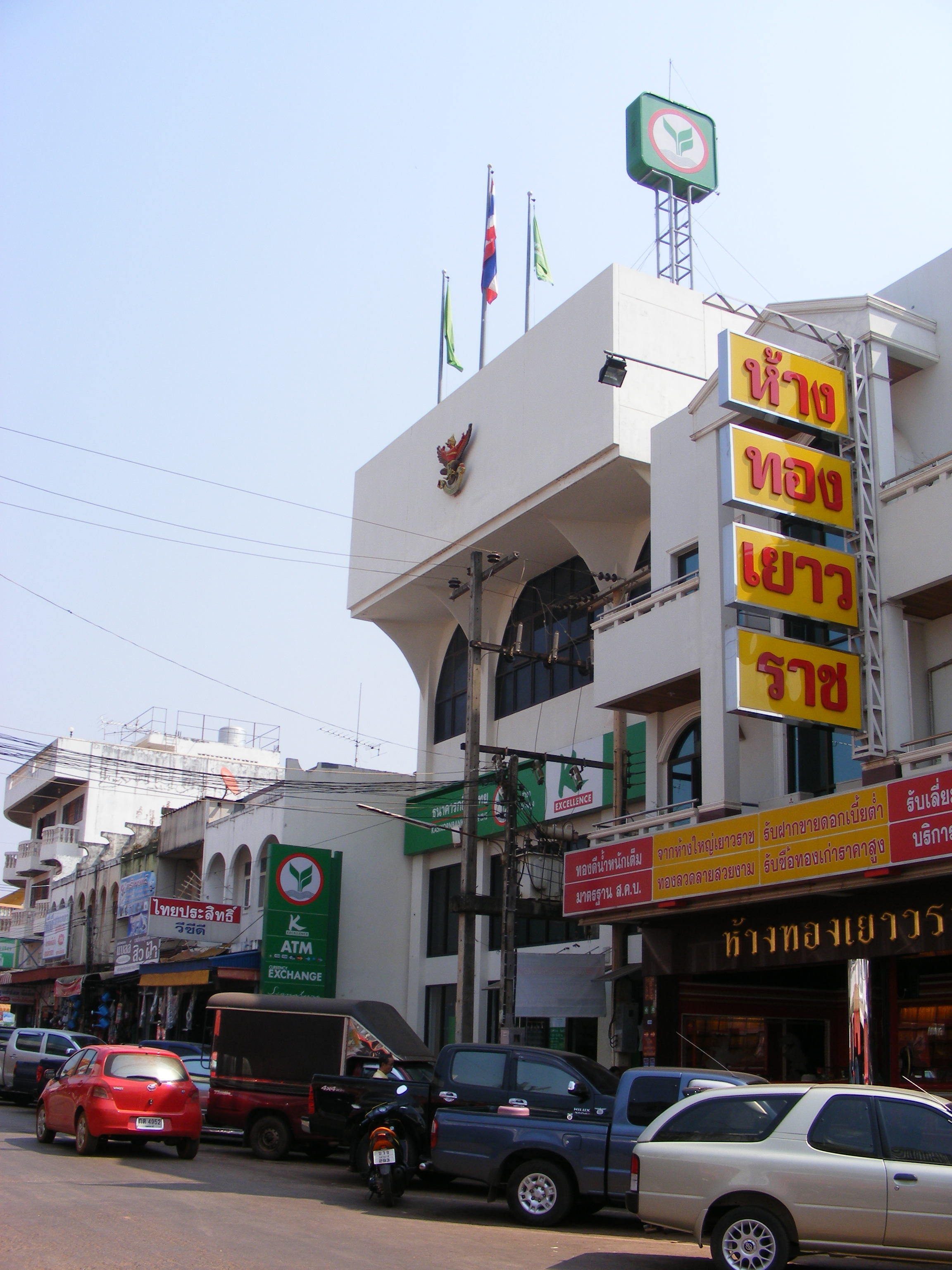
Calle en Udon Thani

En Ban Chiang, 47 km al este de Udon Thani se encuentran las excavaciones más importantes de lugares de la Edad del Bronce en Tailandia.
Udon Thani no es un sitio turístico, pero hay algunos templos budistas notables en la ciudad.
Durante la guerra de Vietnam, uno de los aeropuertos estratégicos de la Fuerza Aérea de los Estados Unidos se encontraba en Udon Thani. Los bombarderos que bombardeaban Vietnam del Norte tenían como base el aeropuerto que se encuentra cerca de esta ciudad. Como otros lugares de Tailandia, la presencia de militares americanos hizo proliferar bares y hoteles dedicados a la prostitución.
En Udon Thani también había un repetidor de la Voice of America, que tiene la reputación de haber sido uno de los "lugares negros" de la CIA  (CIA black site) .